# Lipovec (ort i Tjeckien, Pardubice)
Lipovec är en ort i Tjeckien.   Den ligger i regionen Pardubice, i den centrala delen av landet, 80 km öster om huvudstaden Prag. Lipovec ligger 319 meter över havet och antalet invånare är 215.
Terrängen runt Lipovec är platt åt nordväst, men åt sydost är den kuperad. Runt Lipovec är det ganska tätbefolkat, med 116 invånare per kvadratkilometer. Närmaste större samhälle är Chrudim, 18,3 km öster om Lipovec. Trakten runt Lipovec består till största delen av jordbruksmark.